# Maserati GranTurismo I
La GranTurismo est une voiture de sport Grand Tourisme du constructeur automobile italien Maserati.
Sa première génération est présentée au salon international de l'automobile de Genève 2007, et dans sa version GranCabrio au salon de l'automobile de Francfort 2009.
Sa deuxième génération, Maserati GranTurismo II, est commercialisée à partir de 2023.

## Première génération (2007 - 2019)
Même si la Maserati Gransport ne reste que quelques mois en production, la nouvelle venue prend sa place in fine. La GranTurismo est créée par le chef designer Sergio Pininfarina de Pininfarina.

### GranTurismo
Quatre versions voient le jour. La première est motorisée par un moteur F136 Ferrari-Maserati V8 4,2 L à 90° de 405 chevaux (pour un couple de 460 N m). La transmission passe aux roues arrière via une boîte automatique ZF à six rapports. Son poids est annoncé à 1 780 kg.

GranTurismo
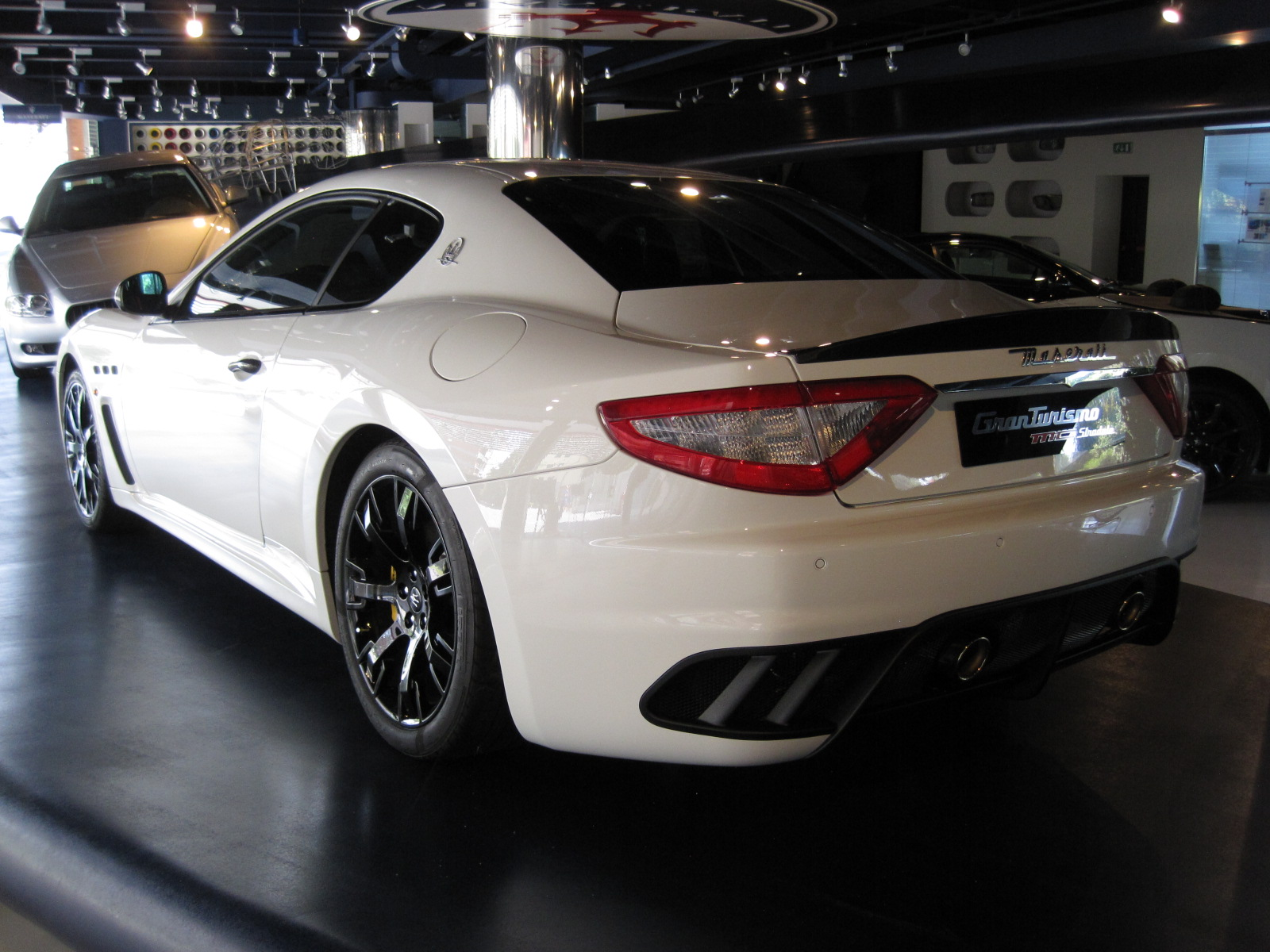
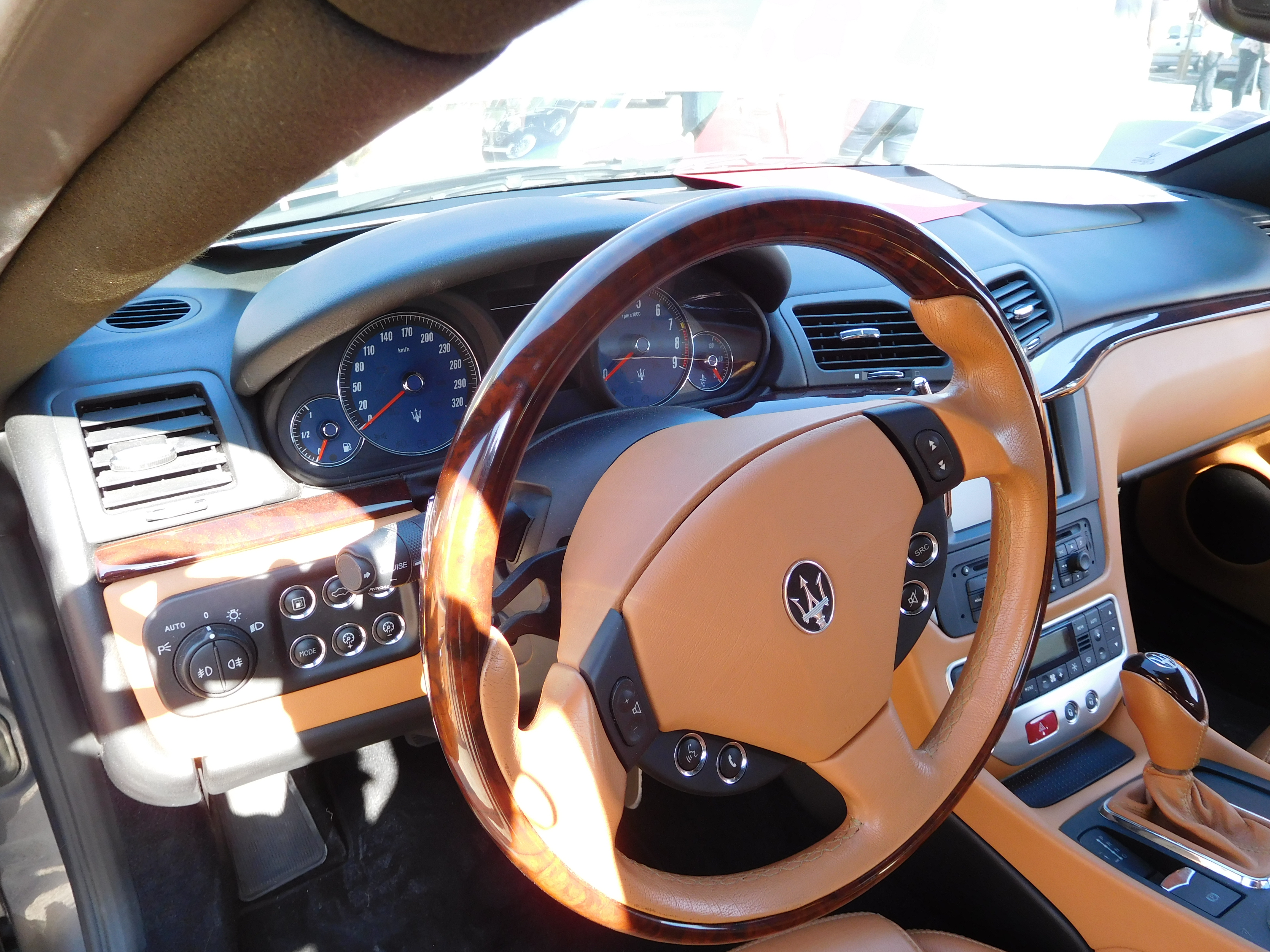
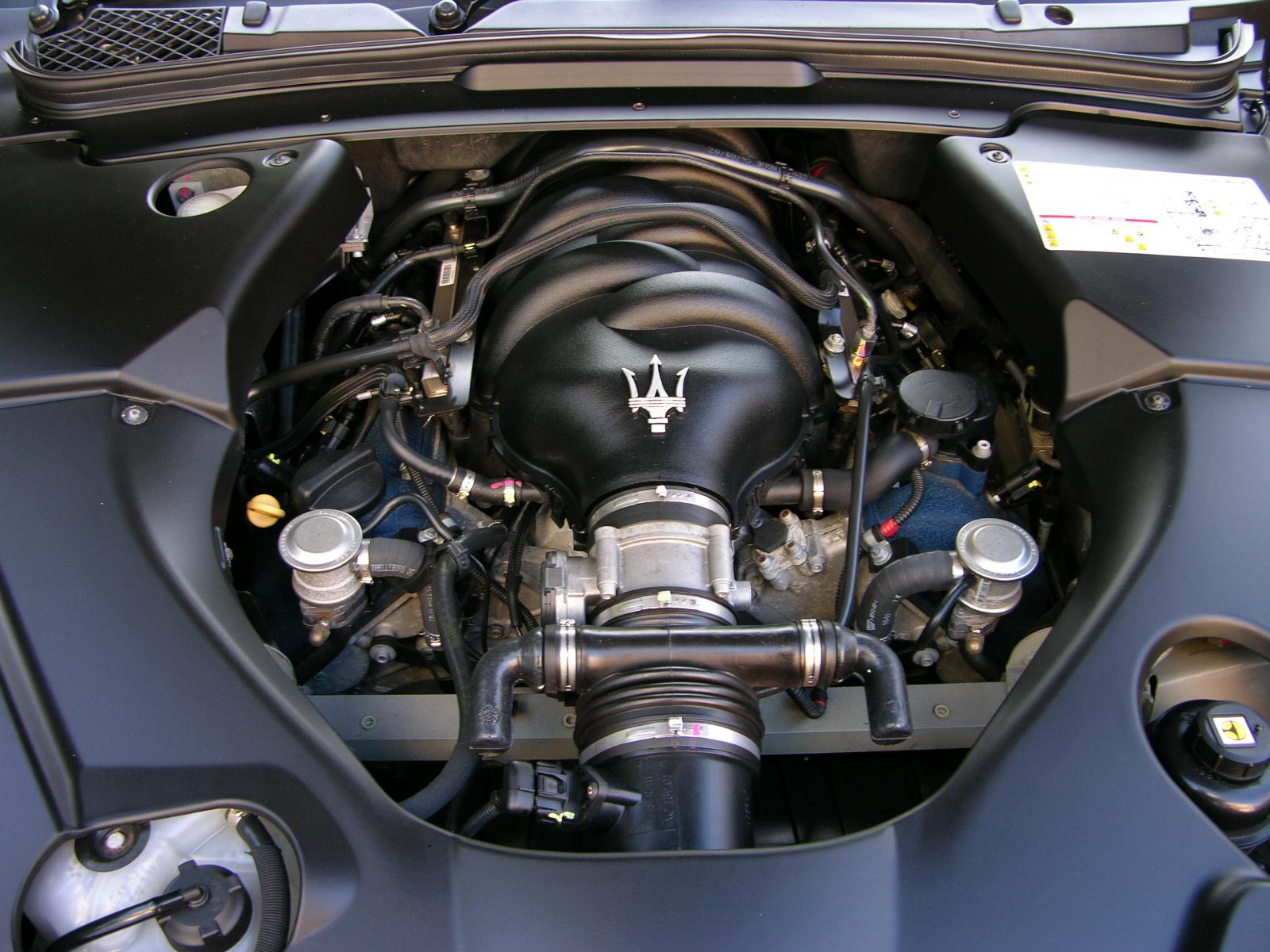

#### GranTurismo S

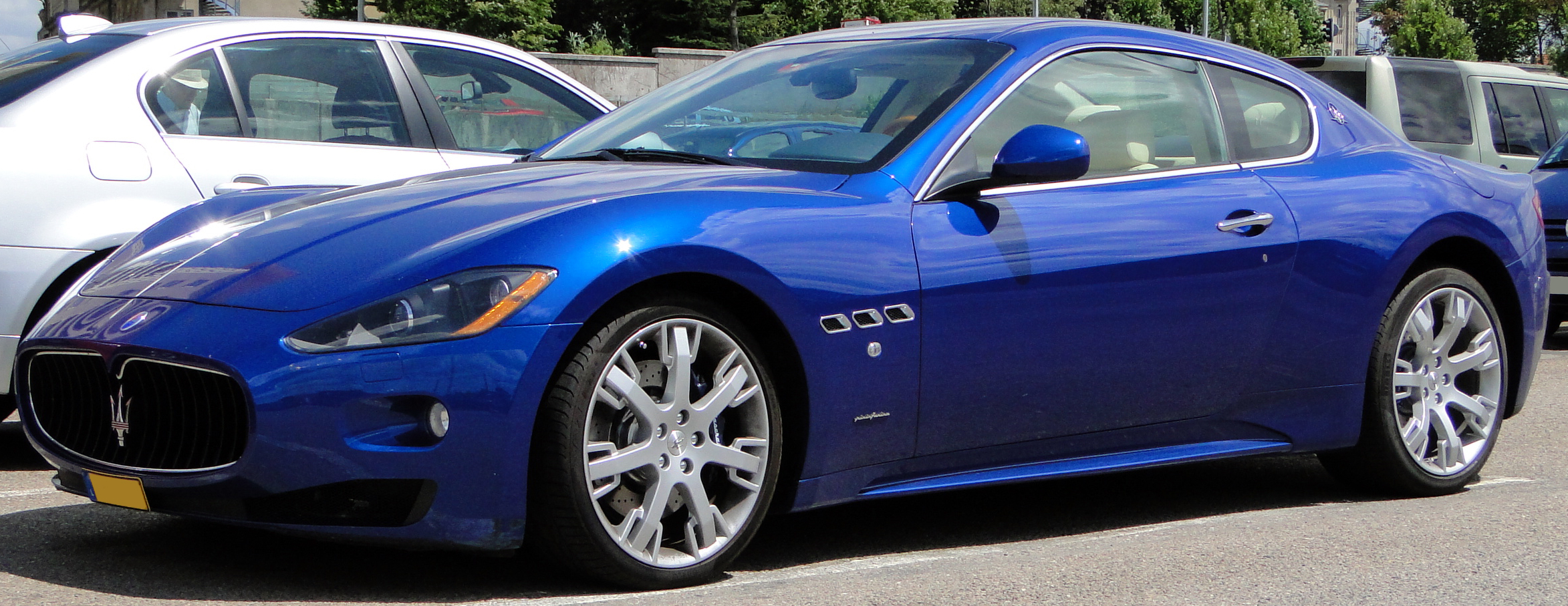

En avril 2008, une finition « S » se caractérise par une puissance portée à 440 chevaux, avec une cylindrée de 4,7 litres (4 691 cm3) pour une vitesse de pointe de 295 km/h et un 0 à 100 km/h en 4,9 s. Elle est équipée d'une boite semi-automatisée séquentielle à six rapports.

#### GranTurismo S Automatic
Une version « S Automatic » est produite de 2009 à 2012, avec boîte automatique ZF à six rapports du modèle de base, suspensions adaptatives Standard Skyhook, jupes de bas de porte, roues de 20 pouces, jantes avec un design Trident, ainsi qu'un système Bluetooth et interface iPod.

#### GranTurismo MC Stradale

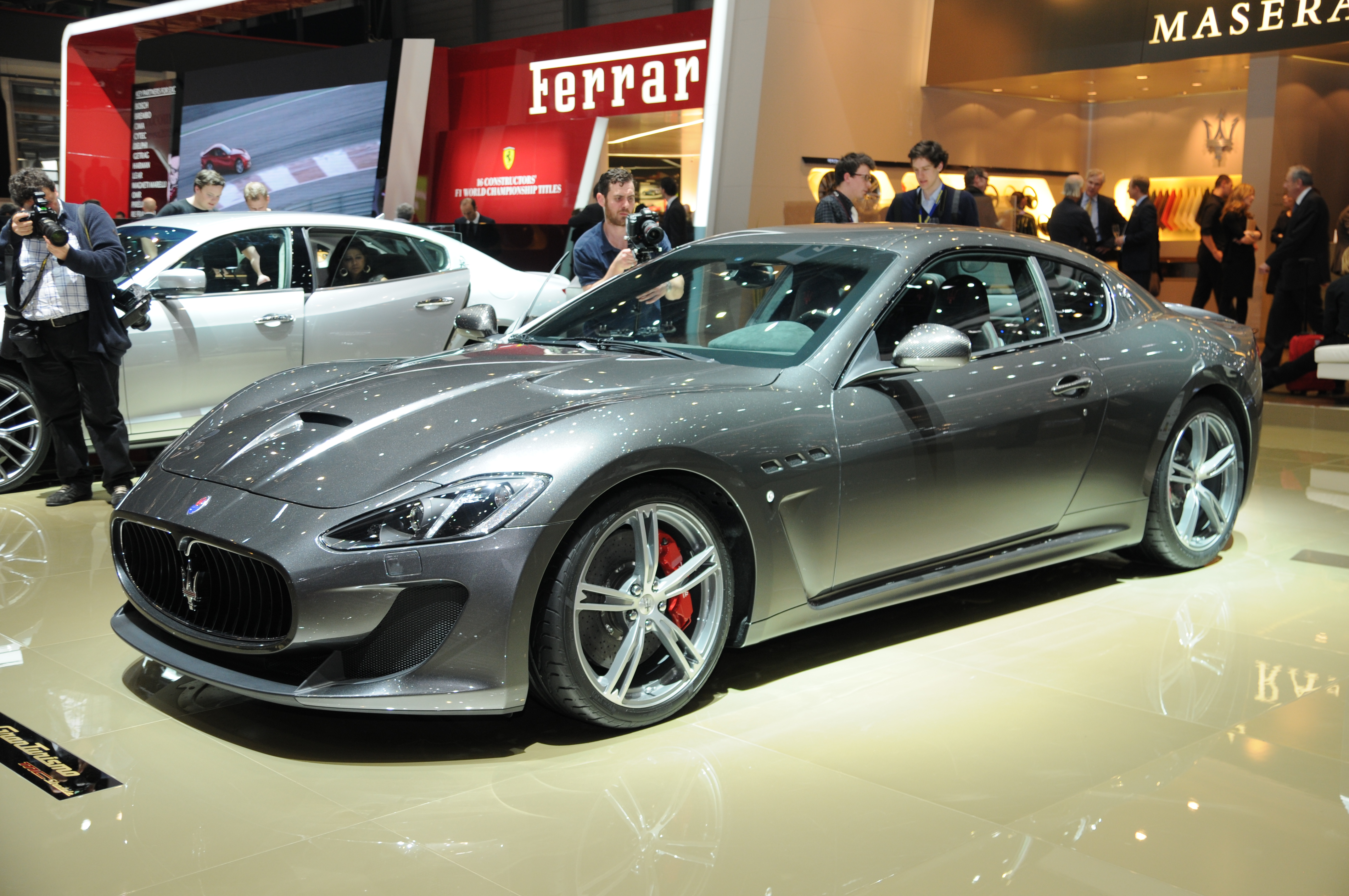
Maserati GranTurismo MC Stradale.

La GranTurismo MC Stradale est produite de 2009 à 2010. Cette série limitée de 450 ch est basée sur le concept car GranTurismo MC, avec ceinture de sécurité à six points, réservoir d'essence de 120 litres, freins avant de 380 mm à étriers à six pistons et de 326 mm à quatre pistons à l'arrière, roues de 11x18 montées en 305/645/18 à l'avant et 305/680/18 à l'arrière, et amortisseurs en fibre de carbone. Elle est dévoilée au salon international de l'automobile de Genève 2009

#### Phase 2

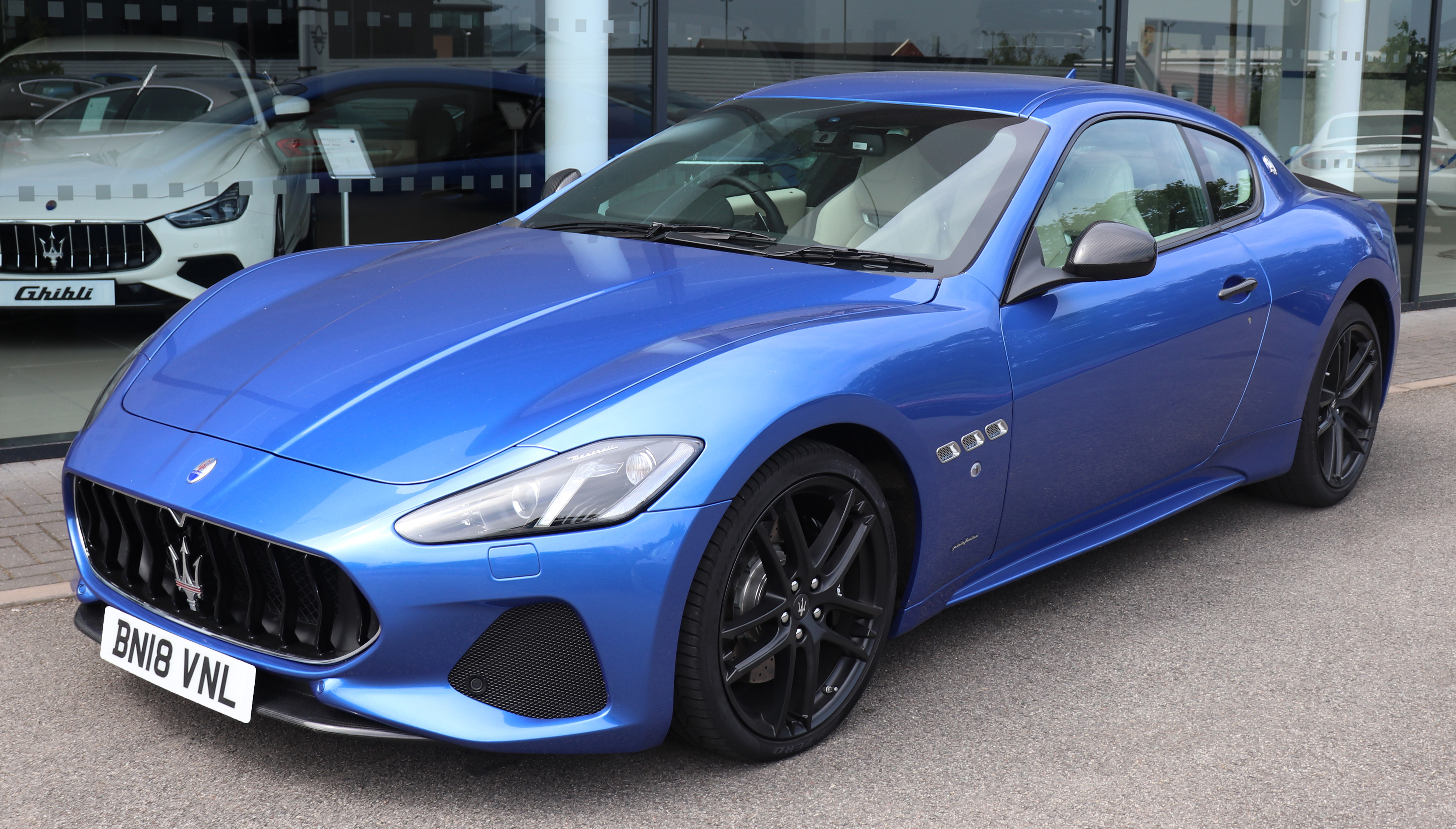
Maserati GranTurismo Sport 2018.

Elle est légèrement restylée en 2017 (pour son dixième anniversaire) avec une calandre inspirée de celle de la Maserati Alfieri concept de 2014, des grandes prises d'air, et un écran tactile de 21 cm au tableau de bord (compatible avec les protocoles Apple CarPlay et Android Auto).

### GranCabrio
La GranCabrio est la version cabriolet de la GranTurismo S Automatic. Elle est dévoilée au salon de l'automobile de Francfort 2009, fabriquée dans l'usine Maserati de Viale Ciro Menotti, et commercialisée à partir de 2010. Trois versions verront le jour.

GrandCabrio
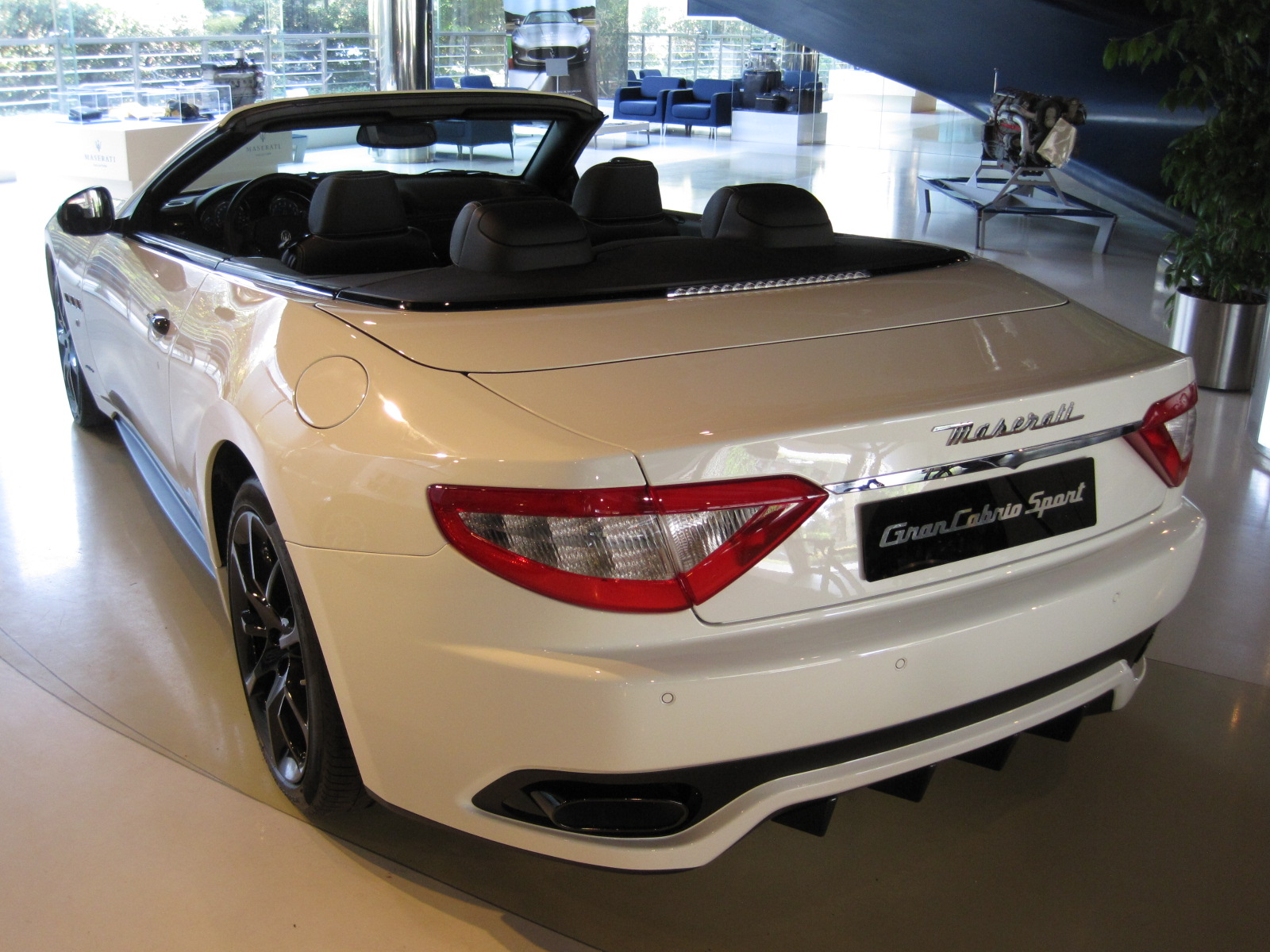
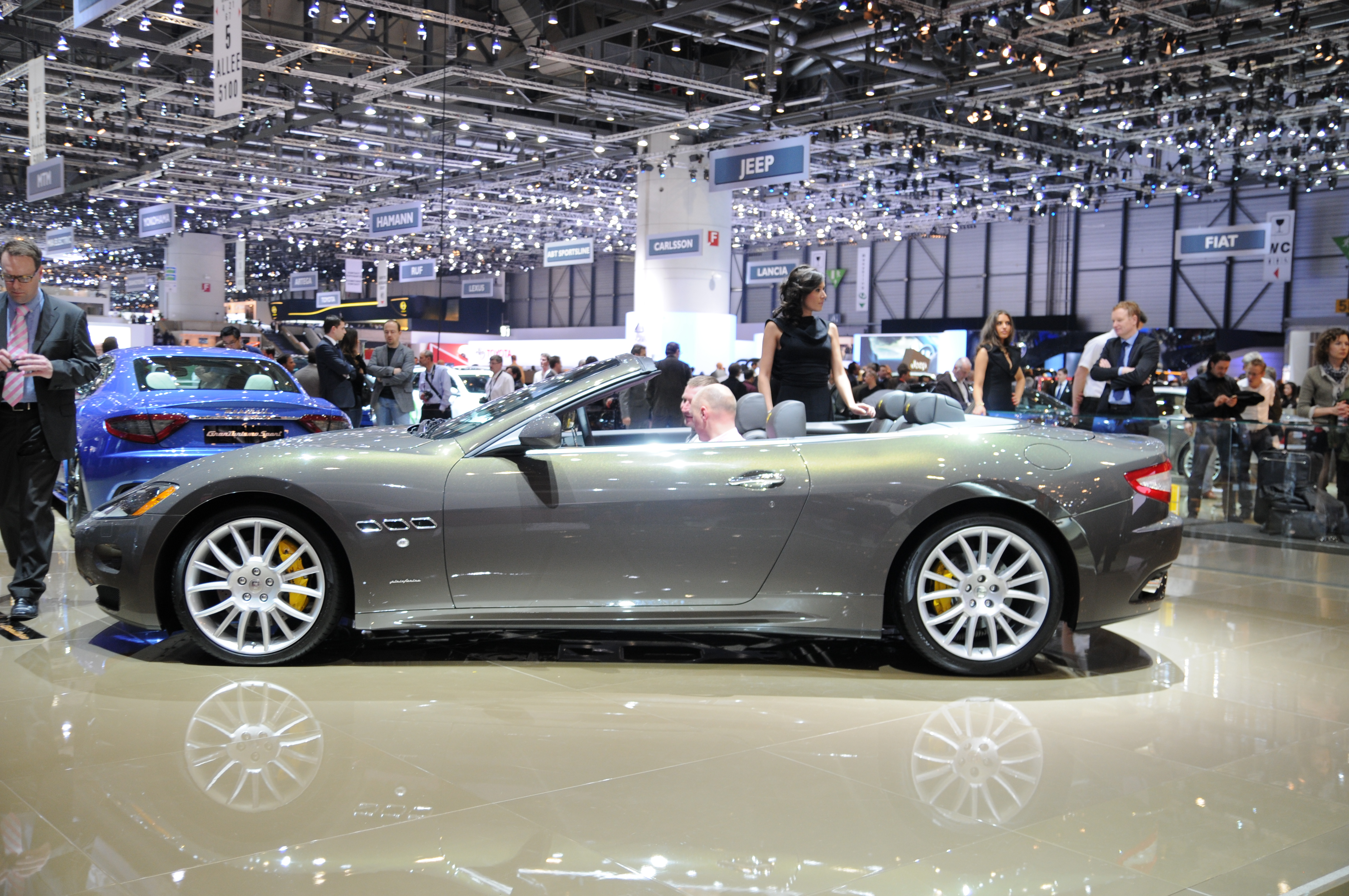
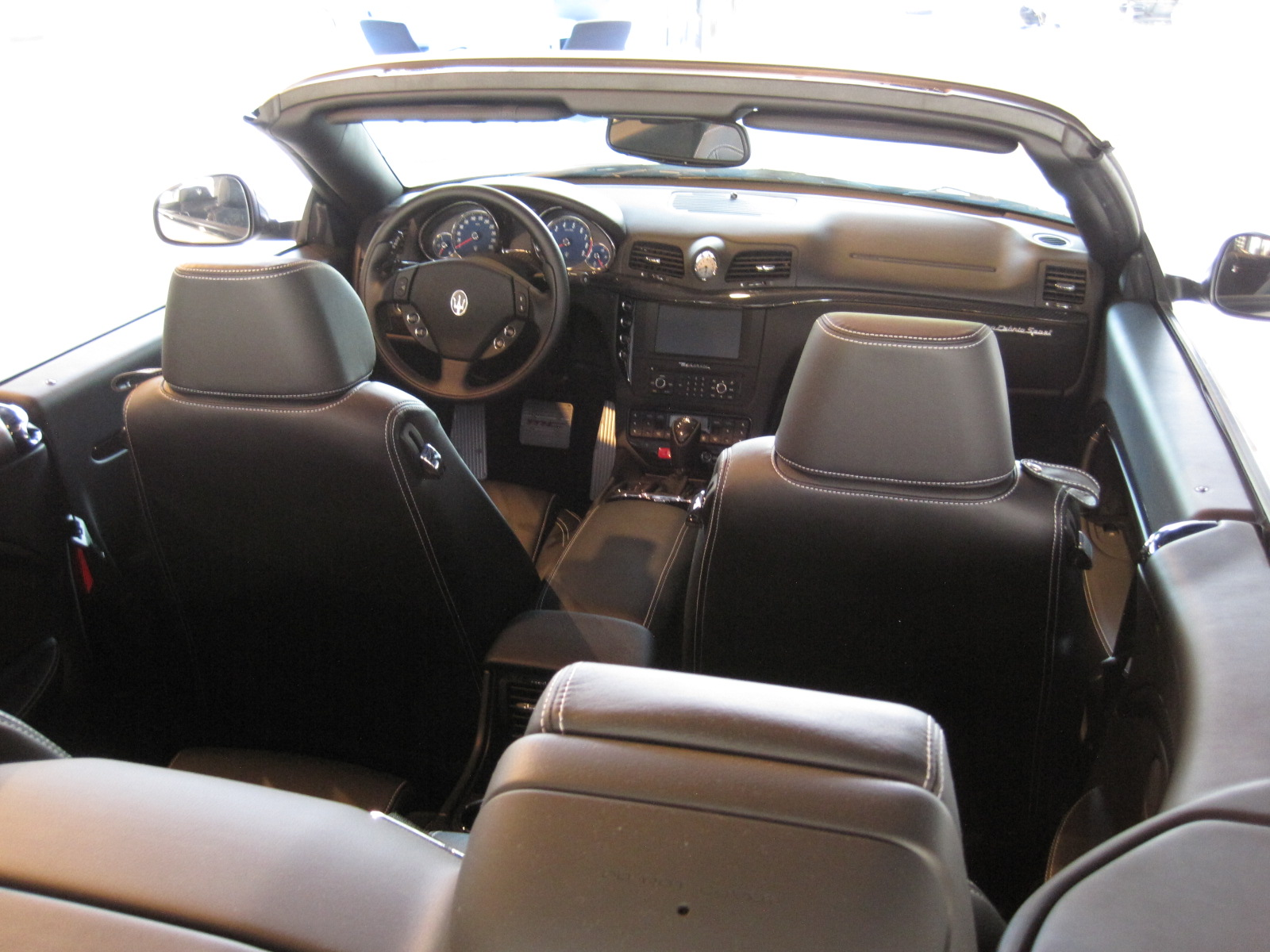

#### GranCabrio Sport
(2011-)

#### GranCabrio Fendi

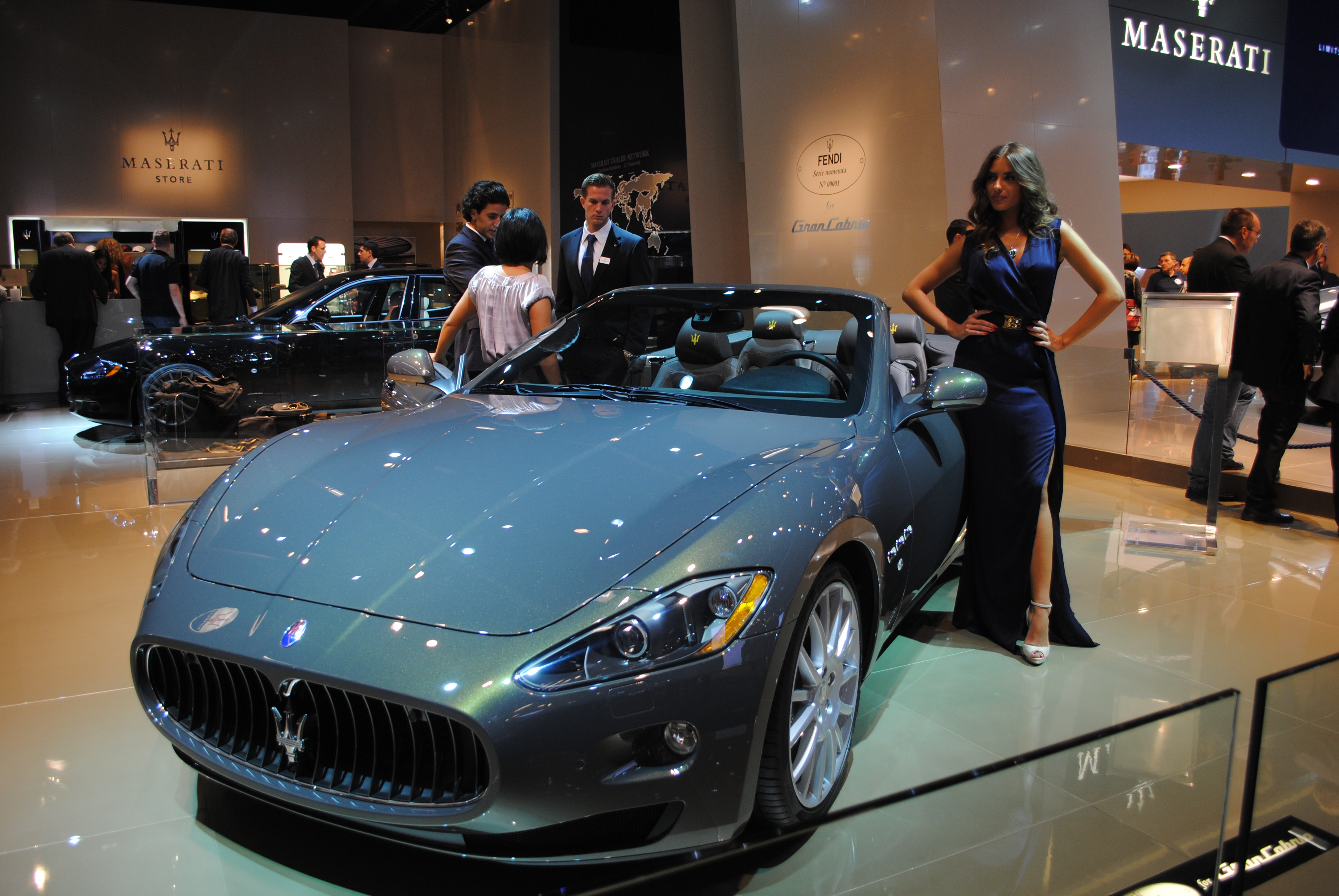
GranCabrio Fendi.

Cette édition se distingue par un coloris ainsi qu’un intérieur spécifique signé par le célèbre grand couturier styliste Karl Lagerfeld pour la marque italienne de prêt-à-porter de luxe Fendi (2011-).

### Motorisations
Ce modèle est motorisé par un moteur F136 Ferrari-Maserati, décliné sous divers cylindrées et puissances.
| Modèle                  | Disponibilité | Moteur     | Cylindrée (cm3) | Puissance maximale | Couple maximal (N m) | Émission CO2 (g/km) | 0–100 km/h (secondes) | Vitesse maximale (km/h) | Consommation moyenne (L/100 km) |
| ----------------------- | ------------- | ---------- | --------------- | ------------------ | -------------------- | ------------------- | --------------------- | ----------------------- | ------------------------------- |
| GranTurismo             | du début      | V8 Essence | 4 244           | 298 kW (405 ch)    | 460                  | 345                 | 5,1                   | 290                     | 16.8                            |
| GranTurismo S           | du début      | V8 Essence | 4 691           | 323 kW (440 ch)    | 490                  | 354                 | 4,9                   | 300                     | 16.8                            |
| GranTurismo MC-Shift    | du début      | V8 Essence | 4 691           | 323 kW (440 ch)    | 490                  | 387                 | 4,8                   | 300                     | 16                              |
| GranTurismo MC-Stradale | depuis 2011   | V8 Essence | 4 691           | 330 kW (480 ch)    | 510                  | 337                 | 4,5                   | 302                     | 16.9                            |
| GranTurismo Sport       | depuis 2012   | V8 Essence | 4 691           | 338 kW (460 ch)    | 520                  | 331                 | 4,7                   | 300                     | 16.9                            |

### Séries spéciales

#### Maserati GranTurismo MC Sport Line édition limitée
Pour rendre hommage aux titres de la Maserati MC12 en championnat du monde Gran Turismo (FIA GT) le constructeur italien dévoile cette série spéciale. Sous sa robe blanche se cache le performant V8 4,7 l 440 ch. Seulement 12 exemplaires seront produits et réservés aux pays du Moyen-Orient.12 c’est également le nombre de villes du moyen orient où seront alloués chaque exemplaire de cette GranTurismo MC Sport Line.12 autres exemplaires numérotés de (00/11) seront livrés à quelques privilégiés en Europe. (Italie) collector en puissance , probablement la plus exclusive « Edizione Spéciale » 

#### Maserati GranTurismo Zèda
À l'occasion de la fin de commercialisation de cette voiture, Maserati lance une nouvelle série spéciale. Zèda arbore une peinture spécifique (faite à la main) : un dégradé de gris et de bleu.
Au niveau des mécaniques, seul le bloc V8 4,7 L est disponible. Il développe la puissance de 460 chevaux via une boîte automatique à 6 rapports. Les 460 chevaux sont transmis aux roues arrière.
La Maserati GranTurismo Zèda est limitée à 20 exemplaires.

### Concept cars

#### Maserati Chicane
Maserati Chicane (2008) concept car inspiré et décliné des GranTurismo.

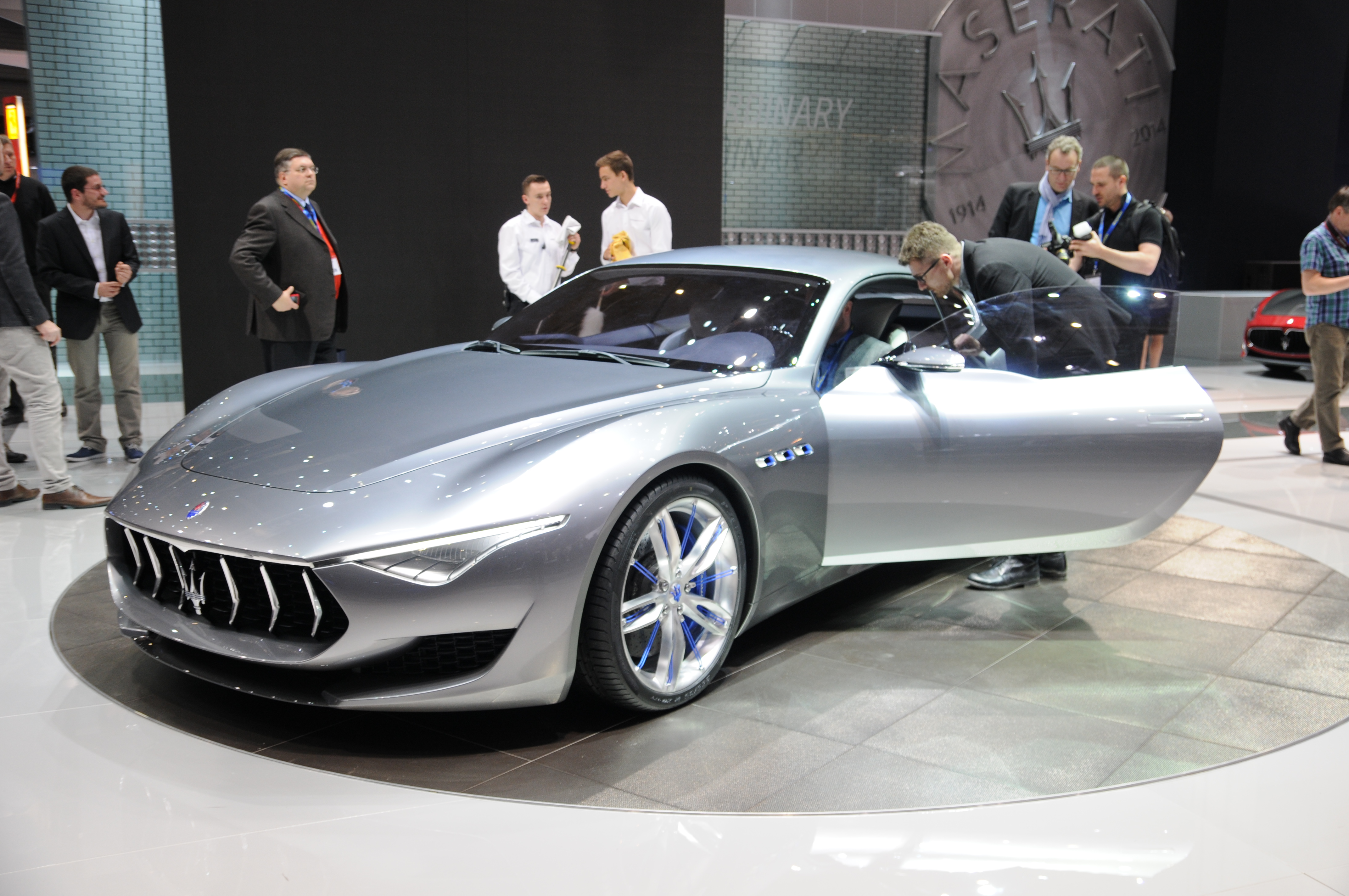
Maserati Alfieri concept (2014).

#### Maserati Alfieri concept
Maserati Alfieri concept (2014) concept car inspiré et décliné des GranTurismo MC Stradale.

### Compétition

Maserati GT4 (488bhp) et Maserati GranTurismo MC
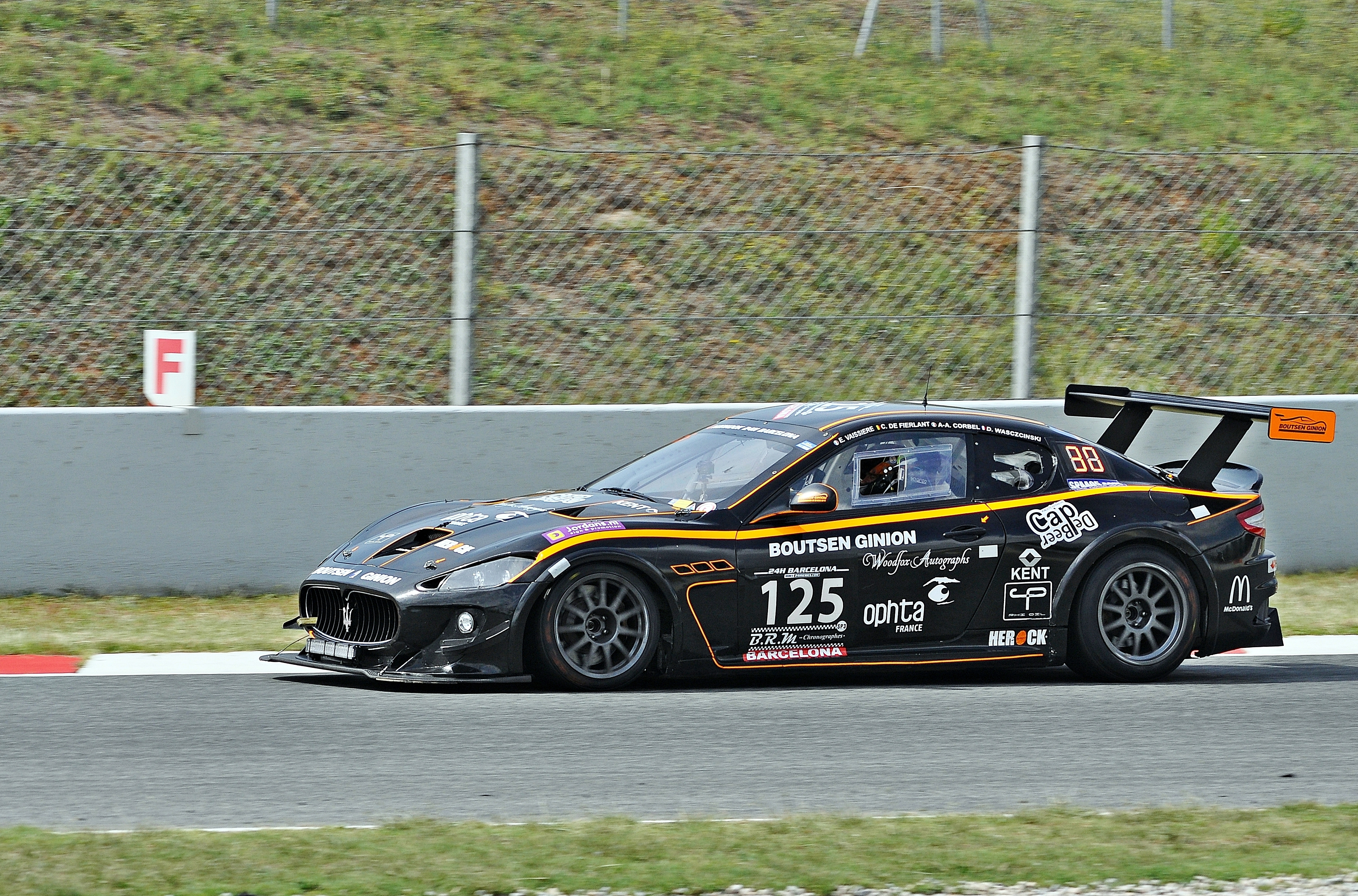
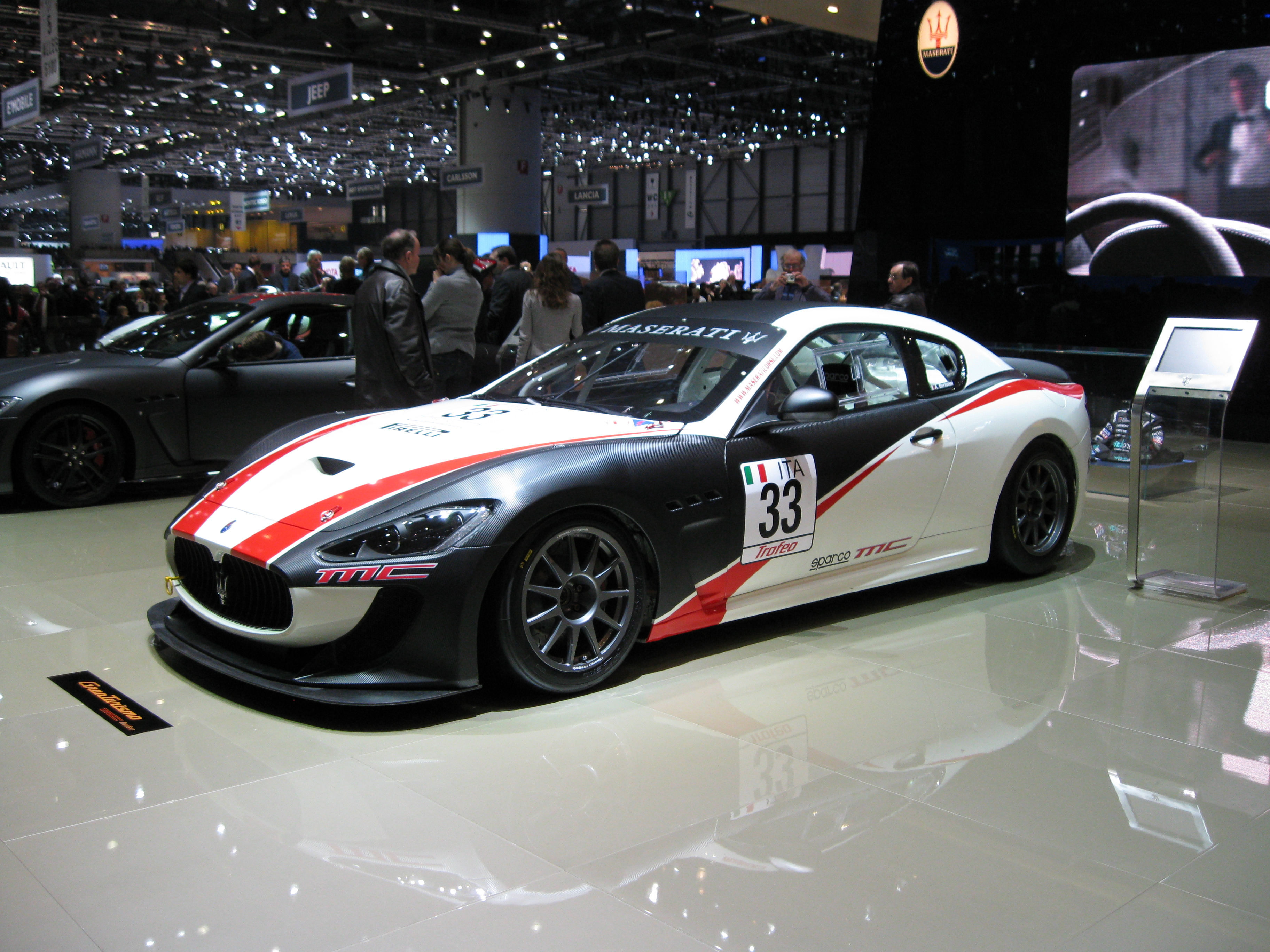
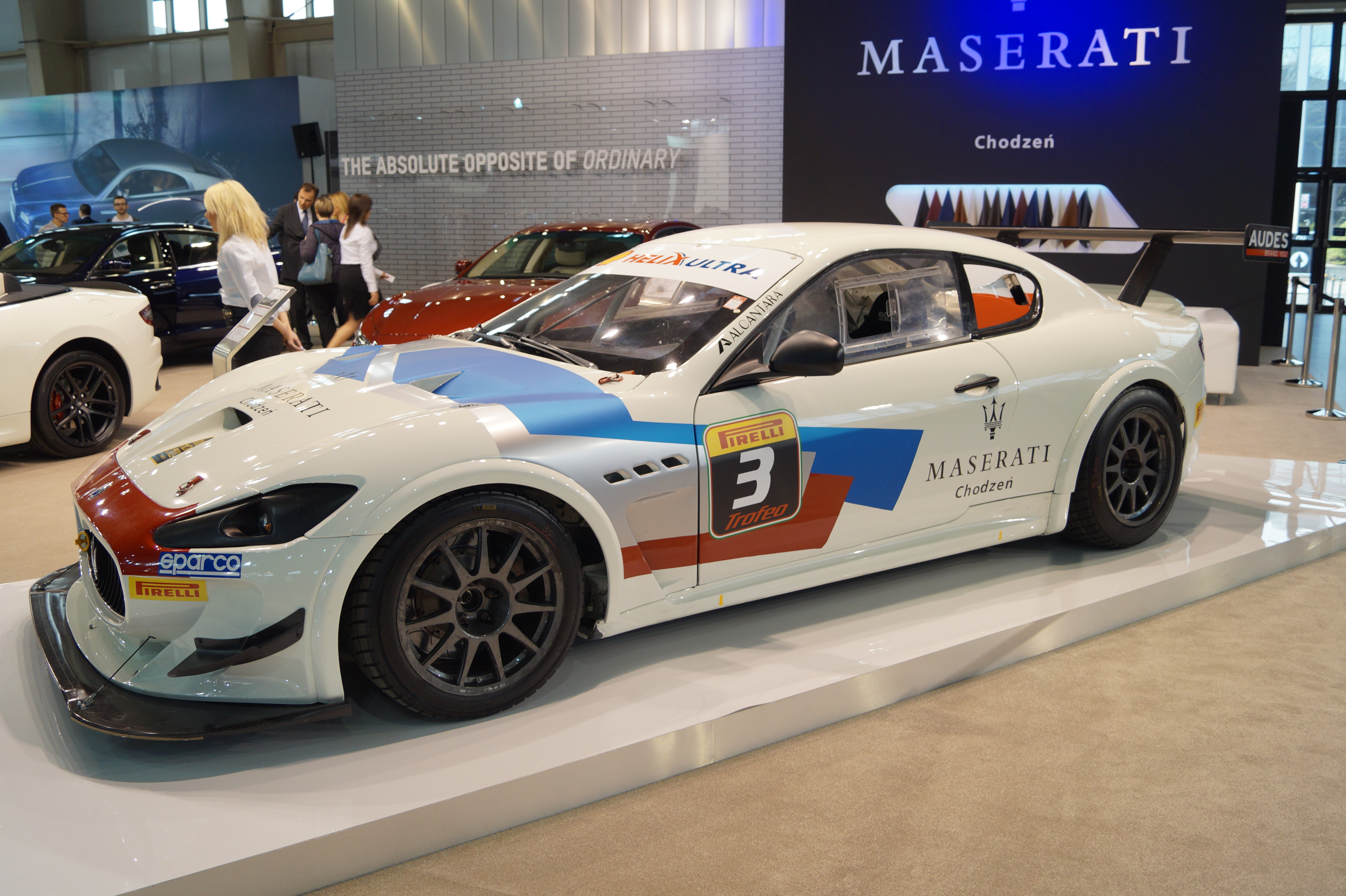
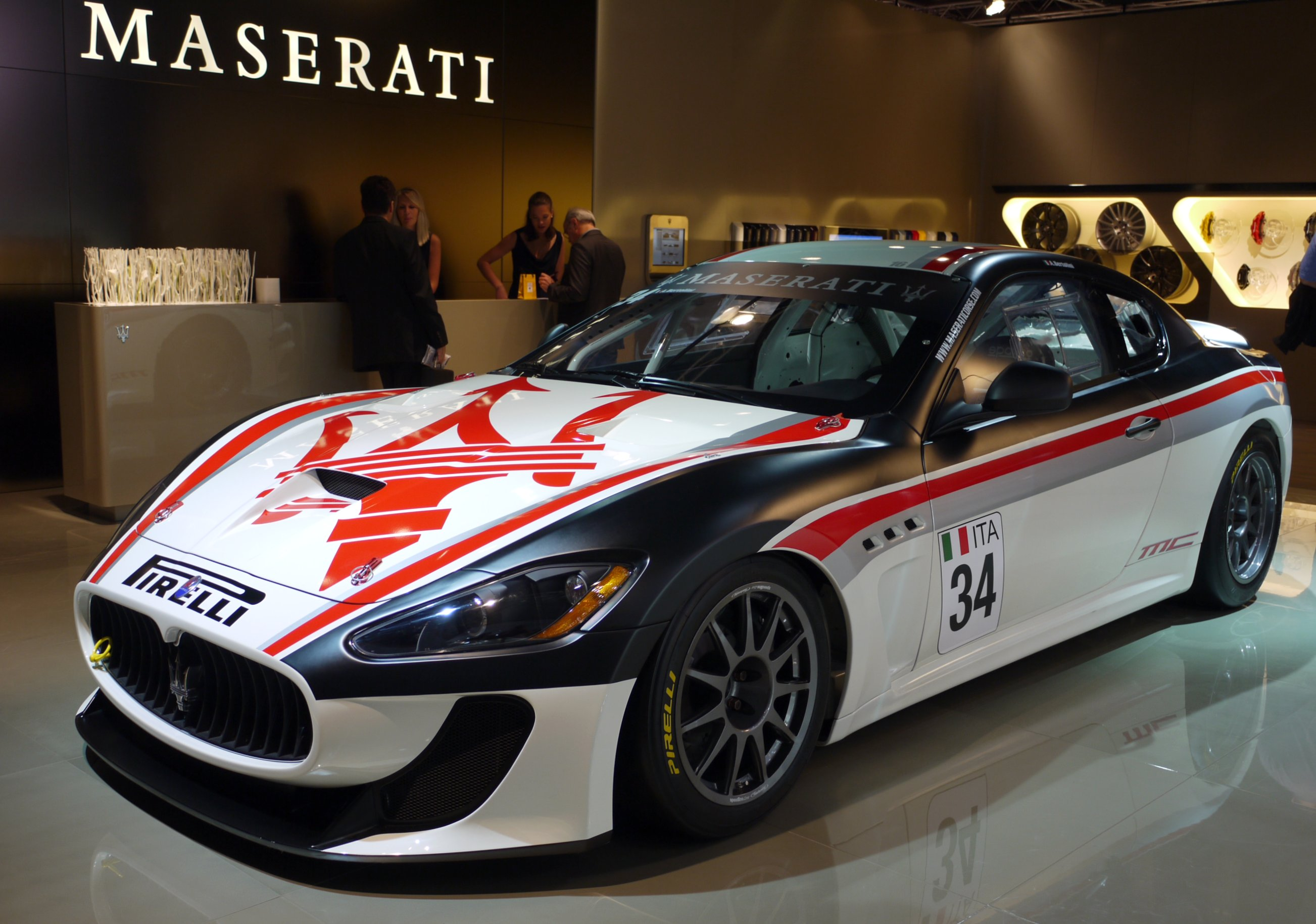

## Deuxième génération (2023 - )
La GranTurismo II est dévoilée le 3 octobre 2022.

Cette Maserati abandonne le V8 atmosphérique pour être disponible en deux versions : V6 biturbo ou électrique (Folgore).
La Maserati GranTurismo II s'inspire en grande partie du style de la MC20.

### Caractéristiques techniques
La Maserati GranTurismo est équipée d'un V6 3.0 biturbo, issu de la MC20 (Nettuno). Elle reçoit donc une transmission intégrale.
Cette motorisation délivre 490 ch pour la GranTurismo Modena, 550 ch pour la Trofeo.
La GranTurismo II pèse 1 795 kg.

### GranTurismo Folgore
La Maserati GranTurismo Folgore est la première Maserati à proposer une variante électrique. Cette version inaugure ainsi la gamme Folgore (foudre en italien) de Maserati, dédiée aux véhicules électriques.
La version électrique de cette deuxième génération fait partie des électriques les plus rapides, avec une vitesse de pointe dépassant les 300 km/h et un 0 à 100 km/h réalisé en 2,5 secondes. Trois moteurs électriques délivrent en outre plus de 1 200 ch de puissance au total. Toutefois, la puissance transférable aux roues est moins élevée (760 ch).
La Maserati GranTurismo Folgore pèse 2 260 kg.